# Centrum Geoedukacji w Kielcach

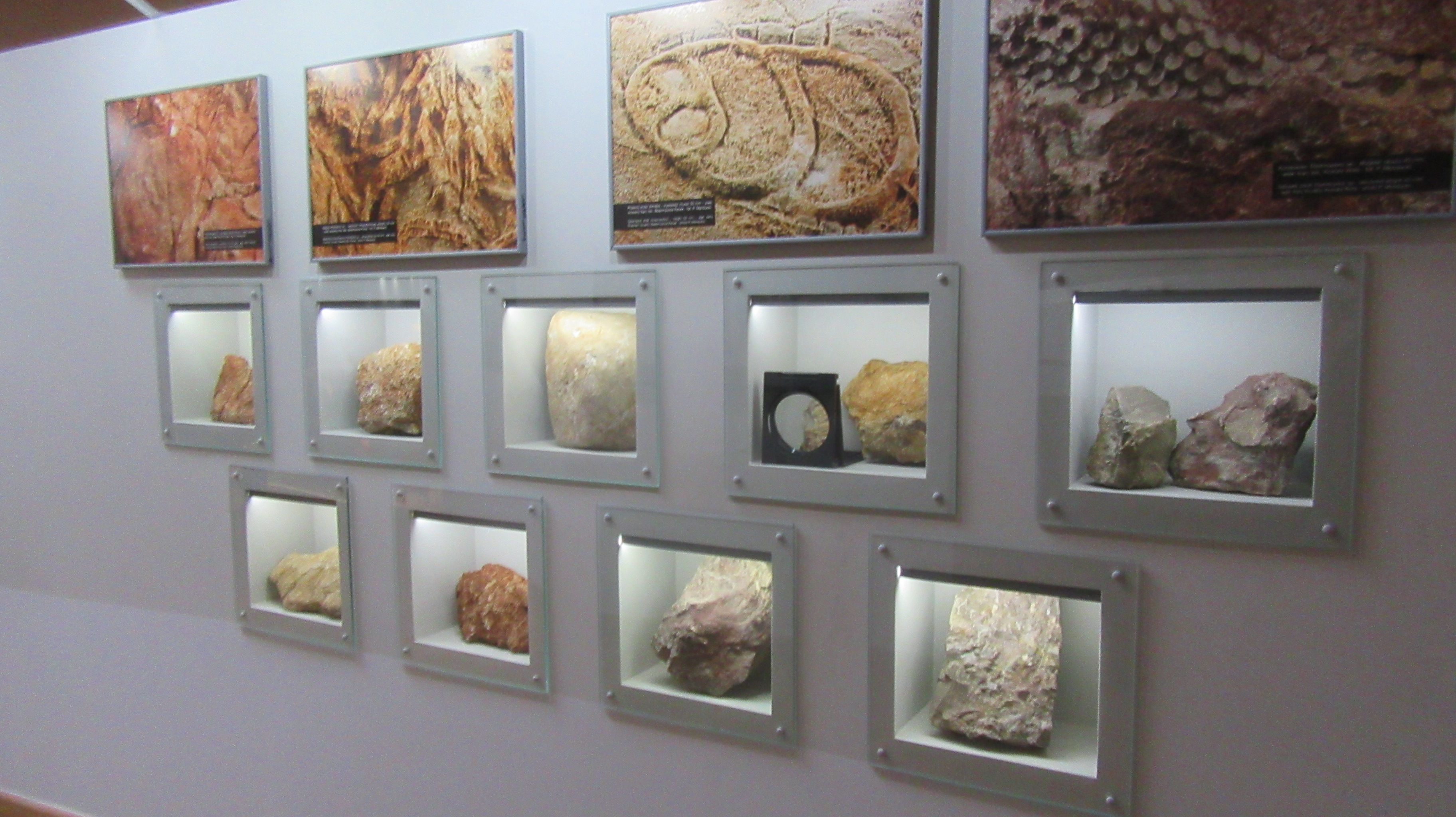

Centrum Geoedukacji – placówka muzealno-wystawowa będąca częścią Geonatury Kielce i znajdująca się na trasie Świętokrzyskiego Szlaku Archeo-Geologicznego.
W centrum znajdują się plansze, modele i eksponaty geologiczne (foto-symulacje, skamieniałości, figury dawnych zwierząt i roślin głównie z okresu Dewonu), o których opowiada przewodnik. Dodatkową atrakcją jest kapsuła prezentująca film w 5D.
Zwiedzanie centrum (w tym oglądanie filmu w kapsule 5D) jest bezpłatne.
Stowarzyszenie Architektów Polskich przyznało budynkowi Nagrodę Roku SARP za najlepszy obiekt architektoniczny zrealizowany w 2011 w Polsce. Budynek został zaprojektowany przez biuro projektowe PALK Architekci. Autorami projektu są: Piotr Hardecki, Marta Czarnomska-Siecke, Krzysztof Łaniewski-Wołłk i Łukasz Stępniak.